# Balmoral (álbum)
Balmoral es el segundo álbum en solitario del músico barcelonés José María Sanz Beltrán, más conocido como Loquillo, tras su separación definitiva de la banda de rock que le acompañó durante 30 años, los Trogloditas.
La creación del disco, producido por Jaime Stinus, le llevó al músico 3 años y medio de trabajo y según sus propias palabras se trata de «un disco adulto, quizá también nostálgico y que evoca un tiempo, una generación». Así mismo, el artista afirma que en este disco se unen por primera vez mis dos personajes, el rockero y el que canta poesía y jazz».
Las letras de las canciones son obra además del propio Loquillo, de autores como Gabriel Sopeña, Igor Paskual, Jaime Stinus, Carlos Segarra (Los Rebeldes), Jaime Urrutia (Gabinete Caligari), Luis Alberto de Cuenca y Sabino Méndez.
El disco cuenta con la participación del mítico roquero francés Johnny Hallyday que colabora en el tema Cruzando el paraíso.
El título del disco pretende rendir homenaje a una exclusiva coctelería madrileña que ya cerró sus puertas frecuentada por artistas e intelectuales donde se improvisaban tertulias y en el que el cantante afirma que pasó 4 años de su vida.

## Lista de canciones
1. Balmoral - 2:42
2. Memoria de jóvenes airados - 3:40
3. Línea clara - 3:23
4. Sol - 4:22
5. Hotel Palafox - 3:47
6. Vintage - 4:22

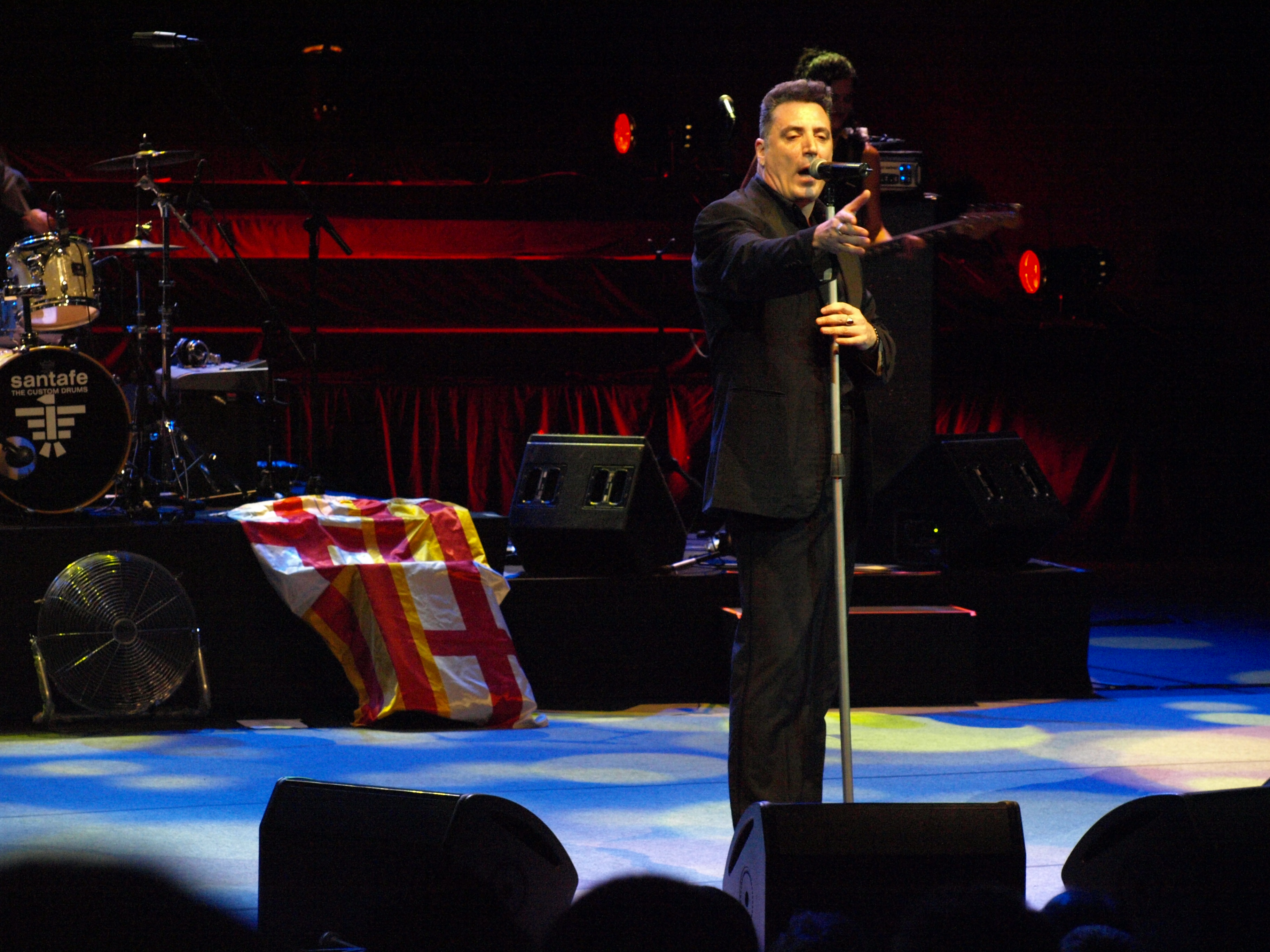
Loquillo durante el concierto de presentación en Barcelona de Balmoral en septiembre de 2008.

7. Cruzando el paraíso (con Johnny Hallyday) - 5:00
8. La vida es de los que arriesgan - 3:45
9. La belle dame sans merci - 3:07
10. Soy una cámara - 3:34
11. Canción del valor - 3:40
12. Hermanos de sangre - 5:27
13. Balmoral 2 - 4:51